# Гарлик, Джессика
Джессика Джули Энн Гарлик (англ. Jessica Julie Anne Garlick; род. 1981) — британская (валлийская) поп-певица, получившая известность после участия в Евровидении-2002.
Свои первые шаги в шоу-бизнесе сделала в возрасте 16 лет, когда попала в финал валлийского телешоу талантов Star For A Night. Тогда же она появилась в шоу Майкла Берримора My Kind of Music. В 2002 году представляла Великобританию на Евровидении.

## Детство и юность
Родилась и выросла в Уэльсе. Обучалась в Glan-y-Mor Comprehensive School. Является членом религиозной организации «Церковь Иисуса Христа Святых последних дней» (LDS Church).
Перед появлением в реалити-шоу «Pop Idol» она принимала участие в телешоу Майкла Берримора My Kind Of Music и Star For A Night.

## Участие вPop Idolи на Евровидении
В 2001 году певица принимала участие в первом выпуске известного шоу талантов «Pop Idol», которое транслировалось на канале ITV, и вошла в первую десятку конкурсантов. Немного позже она была приглашена корпорацией ВВС поучаствовать в конкурсе отбора исполнителя на Евровидение 2002. Джессика исполнила одну из своих известных песен «Come back» и была выбрана публикой представлять Великобританию на Евровидении в Таллине. Выступление Джессики было успешным, и она разделила третье призовое место вместе с эстонской певицей Салене, набрав одинаковое количество голосов зрителей. Это был лучший результат британского исполнителя с 1998 года, когда второе место на Евровидении заняла певица Имаани с хитом «Where are you?».

## После Евровидения
В конце 2002 года Гарлик участвовала в рекламной кампании, направленной против детского курения. Джессика появилась на Евровидении-2003, которое проходило в Риге, где ей пришлось оглашать результат выступления британского исполнителя — группы Jemini, не получившей ни одного зрительского голоса и занявшей последнее место в конкурсе. В этом же году певица неоднократно принимала участие в рекламных кампаниях Евровидения и различных аналитических программах.
6 ноября 2006 года Гарлик появилась в шоу-программе ВВС «Узнай музыканта» в качестве тайного исполнителя, которого зрители должны были узнать по голосу. После этого певица решила сделать перерыв в карьере, чтобы проводить больше времени с семьёй. В настоящее время она замужем за Оуэном Саттерли, с которым была знакома с юных лет. В этом браке у пары родились дочь Оливия и сын Ной.

## Возвращение в музыку
В мае 2009 года Джессика объявила о возвращении на музыкальную сцену. 11 мая того же года, за один день до первого полуфинала Евровидения-2009, Гарлик записала сингл «Hard Not to Fall», который был доступен только на iTunes. Позже Джессика записала на эту песню музыкальное видео, которое выложила на своём официальном сайте. 17 апреля 2009 года Джессика посетила полуфинал отбора британского исполнителя на Евровидение-2009, проходивший в историческом районе Лондона — Кинг Кросс, где исполнила свою песню «Come Back», с которой она заняла третье место на Евровидении-2002.

## Позиции в чартах
| Сингл                  | UK |
| ---------------------- | -- |
| «Come Back» (Май 2002) | 13 |